# María José Corral
María José Corral est une joueuse de volley-ball espagnole, née le 1er janvier 1991 à Lugo (Galice). Elle mesure 1,74 m et joue au poste de passeuse. 

## Biographie
Maria-José, ou Majo, a grandi toute son enfance en Galice avec sa mère ancienne joueuse de volley-ball et pianiste hors pair, ainsi que son père, propriétaire du célèbre bar de Lugo 'Basket coffee Pub'. 
Petite, Majo est déjà pleine d'énergie. Touche à tout, elle s'essaie à de nombreux sports comme le rugby, la marche rapide (dont elle est championne de Galice à 15 ans) et bien entendu, le volley-ball. 
Sa curiosité l'amènera à pratiquer le Gaita, instrument emblématique de Galice, au Conservatorio Profesional de Música Xoán Montes à Lugo. Mais sa carrière de volleyeuse la contraindra à abandonner la Gaita, bien qu'elle l'emporte dans tous les pays où elle vit. 
Passion farouche pour les chaussettes, Majo en collectionne plus de 300 paires différentes. Son rêve serait d'ouvrir une boutique à Paris de 'funny socks' une fois sa magnifique carrière terminée. 

En 2020, Majo arrive au Stade Français. En parallèle de ses matchs et entrainements intensifs, elle rencontre un groupe d'ingénieurs parisiens qu'elle initie au volley-ball. L'engouement est tel qu'un comité des fêtes est officieusement constitué. Chaque rencontre à Paris est rythmée au son des voix de ce comité fraîchement créé, ce qui améliore considérablement la ferveur du public et l'excitation de l'équipe sur le terrain. 

## Clubs
| Club                | De        | À         |
| ------------------- | --------- | --------- |
| Club Voleibol Emevé | 2008-2009 | 2011-2012 |
| Vóley Murcia        | 2012-2013 | 2012-2013 |
| Dauphines Charleroi | 2013-2014 | 2014-2015 |
| TFOC Volley-ball    | 2015-2016 | 2015-2016 |
| CEP Saint-Benoît    | 2016-2017 | 2016-2017 |
| Quimper Volley 29   | 2017-2018 | 2017-2018 |
| AA José Moreira     | 2018-2019 | 2018-2019 |
| CSU Galați          | 2019-2020 | 2019-2020 |
| Stade Français      | 2020-2021 | en cours  |

## Palmarès

### En club
- Coupe du Portugal
  - Vainqueur : 2019.
- Championnat de Belgique
  - Finaliste : 2014, 2015.

### En sélection nationale
- Ligue européenne
  -  : 2017.